# Anodorhynchus
Anodorhynchus é um gênero de aves psitacídeas que inclui três espécies de arara, exclusivas das florestas tropicais da América do Sul e que podem ser observadas no Brasil.
Conhecidas popularmente como araras-azuis, são aves de grande porte, com comprimento variável entre os cerca de 70 cm da arara-azul-pequena e 1 metro da arara-azul-grande, o maior representante da ordem Psittaciformes. A sua plumagem é uniforme, em tons de azul ou azul-esverdeado. O bico é poderoso e preto. Estas araras distinguem-se dos membros do gênero Ara pela presença de manchas amarelas na cabeça, na zona da bochecha e em torno dos olhos.
Todas as espécies de arara-azul encontram-se em perigo de extinção devido à caça e à degradação de habitat.

## Taxonomia
- Arara-azul-grande, Anodorhynchus hyacinthinus
- Arara-azul-de-lear, Anodorhynchus leari, endêmica do Brasil
- Arara-azul-pequena, Anodorhynchus glaucus

## Espécie hipotética
Uma outra espécie, Anodorhynchus purpurascens, foi descrita por Rothschild e apresentada em seu livro, Extinct Birds publicado em  1907, mas há pouca evidência para indicar que existiu uma quarta espécie no gênero. Rothschild  nomeou a espécie pois acreditava que tinham existido araras violeta na ilha de Guadalupe; entretanto, elas eram possivelmente Anodorhynchus hyacinthinus importadas da América do Sul.

## Espécies
| Espécies                                       | Espécies | Espécies | Espécies                               |
| Nome comun e Nome binominal                    | Image    | Descrição | Abragência                             |
| ---------------------------------------------- | -------- | --- | -------------------------------------- |
| Arara-azul-pequena (Anodorhynchus glaucus)     |          | 70 cm de comprimento, plumagem azul turquesa com a cabeça acinzentada. Possui uma longa cauda,um grande bico negro e anéis amarelos contornando os olhos.                                                                         | América do Sul (possivelmente extinta) |
| Arara-azul-grande (Anodorhynchus hyacinthinus) |          | 100 cm de comprimento, 120–140 cm de envergadura. É quase inteiramente azul, exceto pelo preto debaixo das asas. Possui um grande bico negro, com partes amarelas na parte inferior, além de anéis amarelos contornando os olhos. | América do Sul                         |
| Arara-azul-de-lear (Anodorhynchus leari)       |          | 70 cm de comprimento,plumagem azul escura,com a cabeça com um tom de azul claro. Possui partes amarelas na parte inferior do bico e anéis amarelos contornando os olhos.                                                          | Brasil                                 |